# Urs Thurnherr
Urs Thurnherr (* 19. Januar 1956 in Basel) ist ein Schweizer Philosoph.

## Leben
Thurnherr studierte von 1979 bis 1988 Philosophie, Neuere deutsche Literaturwissenschaft und Deutsche Sprachwissenschaft an der Universität Basel. Von 1990 bis 2001 war er Assistent bei Annemarie Pieper am Philosophischen Seminar der Universität Basel, wo er 1993 promoviert und 1998 habilitiert wurde. Von 2000 bis 2002 war er Lehrbeauftragter für Didaktik der Philosophie am Pädagogischen Institut Basel. Seit April 2003 ist er C3-Professor für Philosophie an der Pädagogischen Hochschule Karlsruhe.

## Schriften (Auswahl)
- Die Ästhetik der Existenz: Über den Begriff der Maxime und die Bildung von Maximen bei Kant. Francke, Tübingen/Basel 1994 (Dissertation).
- mit Annemarie Pieper: Was sollen Philosophen lesen? Erich Schmidt, Berlin 1994.
- Angewandte Ethik zur Einführung. Junius, Hamburg 2000; 2. Auflage 2010.
- Vernetzte Ethik: Zur Moral und Ethik von Lebensformen. Alber, Freiburg im Breisgau/München 2001 (Habilitationsschrift).
- hrsg. mit Anton Hügli: Lexikon Existenzialismus und Existenzphilosophie. Wissenschaftliche Buchgesellschaft, Darmstadt 2007.